# Міжнародна рада ботанічних садів з охорони рослин
Міжнародна рада ботанічних садів з охорони рослин (МРБСзОР) (англ. Botanic Gardens Conservation International; BGCI) — некомерційна благодійна організація присвячена збереженню розмаїття рослин у світі. Включає в себе понад 800 ботанічних садів, чиї колекції містять, щонайменше третину видів рослин усього світу. МРБСзОР та її члени прихильні запобіганню вимирання видів рослин та їх збереженню у дикій природі та ботанічних садах і насіннєвих банках.

## Історія
Міжнародна рада ботанічних садів з охорони рослин була заснована в 1987 році, щоб з'єднати ботанічні сади світу в глобальній мережі для збереження видів рослин. МРБСзОР створювалася як незалежна британська благодійна організація з головним офісом в Королівських ботанічних садах у Кью.
З роками мережа МРБСзОР розширилась, відкрилися нові програмні відділення і представництва в Китаї, Росії, США, Іспанії, Колумбії, Нідерландах. У 2007 році створено офіс в Південно-Китайському ботанічному саду Гуанчжоу і призначено координатора програми МРБСзОР у Китаю. У тому ж році офіс МРБСзОР в США переїхав з Бруклінського ботанічного саду в Нью-Йорку до Чиказького Ботанічного саду, призначивши виконавчого директора в США.
МРБСзОР стала підтримувати проєкт Глобальної стратегії збереження рослин (англ. Global Strategy for Plant Conservation) на всесвітньому, регіональному, національному та місцевому рівнях. МРБСзОР стала безпосередньо працювати з іншими організаціями в галузі збереження рослин, проведення оцінки загроз, збереження насіння, екологічного відновлення, здоров'я рослин і освітніх проєктів по всьому світу.

## Мета
За багато років роботи МРБСзОР створила стратегію збереження видів рослин. Вона сприяє більш ефективному, економічно вигідному та раціональному підходу до збереження рослин в ботанічних садах та дикій природі. Це виконується за допомогою чотирьох напрямків:
- Керування і пропаганда. Забезпечення лідерства ботанічних садів шляхом підвищення ролі ботанічних садів у створенні Глобальної стратегії збереження рослин.
- Запровадження інноваційних та стратегічних проєктів для досягнення результатів у галузі політики збереження рослин, практики та освіти. МРБСзОР запроваджує проєкти, що націлють Глобальну стратегію збереження рослин на збереження рослин у червоному списку, збереження насіння, екологічне відновлення, захист здоров'я рослин та загальний біозахист, запровадження екосистемної допомоги та засобів для існування рослин, освіту.
- Створення потенціалу збереження рослин у ботанічних садах і суспільстві в цілому. Створення технічного потенціалу в ботанічних садах і за його межами, виступаючи як центр знань, ресурсів і досвіду та інформаційно-координаційний центр для найкращої практики, підготовки кадрів.
- Забезпечення фінансування. Мобілізації коштів для реалізації проєктів по збереженню рослин та отримання результатів від ботанічних садів і суспільства в цілому.[5]

## Досягнення
Щорічно мережа МРБСзОР зростає. Так за 2014 кількість членів збільшилася на 27, усього понад 700 членів. У минулому році працюючи з партнерами в Кенії та Уганді МРБСзОР посадила понад 35000 дерев у лісових ділянках. А колекція інформації про рослин у PlantSearch досягла 1,302,966 записів. Крім цього МРБСзОР діє в 118 країнах, в яких збудовано більш ніж 800 ботанічних садів. Майжа третина всіх видів рослин у світі зберігається в ботанічних садах, а кількість представників майже 25 % всіх видів рослин у дикій природі була розширена. Щорічно понад 250 мільйонів людей відвідують батанічні сади МРБСзОР.